# Crashday
Crashday – komputerowa gra wyścigowa oraz sportowa stworzona przez MoonByte, wydana w 2006 na platformę Microsoft Windows przez francuskie studio Atari. 
W grze dostępne jest sześć konfigurowalnych trybów rozgrywki: totalna demolka, zdobyć flagę, podaj bombę, zwykły wyścig, wyścig z bombą, kaskaderski show. Gra przypomina rozgrywką gry Destruction Derby i Stunts.

## Ścieżka dźwiękowa
- Rock
  - Pencilcase:
    - "Crashday"
    - "Speed"
    - "Mrs. Rock'n'Roll Detective"

  - LowBuz:
    - "On The Ledge"

  - Peter Struck
    - "Experience"
    - "Hands On A Wheel"

  - Pro.Fac
    - "Jody's Campus"
    - "Boom"
- Electronic
  - Peter Struck
    - "Crowd"
    - "Just Got To Town"
    - "Move With Energy"
    - "New Contact"
    - "Space Rider"
    - "Time Explosion"

  - Jan Morgenstern
    - "Big Beat Delta" via Proud Music Library

## Crashday: Redline Edition
Od 10 sierpnia 2017, za pośrednictwem serwisu Steam udostępniono możliwość zakupu odświeżonej edycji gry. Nowa wersja, nazwana "Crashday: Redline Edition", różni się od oryginału nowym UI, nieco poprawioną oprawą graficzną, czy też obsługą modów za pośrednictwem Steam Workshop.